# Alma López
Alma López Gaspar De Alba, född López 1966 i Los Mochis i Sinaloa, är en queer mexikanskfödd konstnär. Hennes verk presenterar ofta historiskt och kulturellt viktiga mexikanska gestalter som Vår Fru av Guadalupe och La Llorona, men med en lesbisk och queerfeministisk prägel. Hon är en av de mest synliga mexikansk-amerikanska konstnärer på den samtida konstscenen, där även hennes feministiska aktivism väckt uppmärksamhet.
2001 blev López mycket uppmärksammad när den katolska kyrkan försökte censurera hennes digitaltryck Our Lady, när det ställdes ut i Santa Fe i New Mexico. Det hela utvecklades till en nio månader lång kontrovers på både lokal, nationell och internationell nivå.

## Biografi

### Bakgrund och karriär
López tillbringade sina första år i Los Mochis i delstaten Sinaloa. Familjen emigrerade tidigt i hennes liv till USA, där de slog sig ner i Los Angeles.
Under López senare uppväxt inspirerades hon vid sina besök i Mexiko av Jungfru Maria. Hon påverkades även av kulturen i på båda sidorna av gränsen.
López avlade 1988 kandidatexamen vid UC Santa Barbara och 1995 en masterexamen vid UC Irvine. Hon har studerat fotografi vid UCLA. Hon har på senare år bland annat varit föreläsare vid UCLA, på dess sektion för chicana/o-studier, samt som gästföreläsare vid andra universitet i främst Kalifornien.

### Konst
López har sedan kravallerna i Los Angeles 1992 ägnat sitt liv åt konst och aktivism, med koppling till de olika etniska minoriteterna i Los Angeles-området. Hon har även varit med om att skapa flera olika konstgrupperingar, omkring ämnen som immigration, rasrelationer, arbete, sexism och sexualitet.
Sedan 1990-talet har López bidragit till över 100 solo- och grupputställningar i Mexiko, Italien, Irland och USA.

#### MuralmålningenLa Historia de Adentro/La Historia de Afuera
Muralmålningen målades av Yrenia Cervántez och Alma López vid Huntington Beach Art Center 1995, som del av centrets invigning. Muralmålningen använde vatten och vågor och visade historien för de färgade människorna i området.
Kontraktet för muralmålningen gällde bara till år 2000, och 2008 bestämde de nya ägarna av konstcentret att låta måla över det. Många aktivister och akademiker i chicanorörelsen försökte rädda målningen, eftersom de jämförde det hela med att "måla över ett verk av Diego Rivera". Till slut gick dock inte muralmålningen att rädda.

#### Heaven 2
Muralmålningen Heaven 2 syntes på utsidan av Galería de la Raza, från november 2000 till januari året därpå. Den porträtterar en kvinna som ligger för döden, där hon tänker på sig själv och på sin älskare, när de håller varandras händer på månen. Konstverket vandaliserades av någon som klottrade bibelverser, och galleriets personal fick motta homofoba hotelser. Någon sköt ett skott genom galleriets fönster.

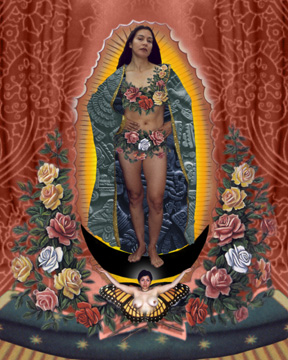
Our Lady (2001) av Alma Lopéz.

#### Our Lady
Our Lady är ett fotobaserat digitaltryck. Det avbildar den professionella dansaren Raquel Salinas som självsäkert tittar tillbaka på åskådaren, i sin bikini uppbyggd av rosor. I bilden, nedanför en mandala av Jungfru Maria, finns en naken "fjärilsängel" som föreställer sociologiprofessorn och tidigare gerillamedlemmen Raquel Gutierrez. Rosorna alluderar på Vår Fru av Guadalupe och dennas skapelsemyt, även om hennes kroppshållning och ögonkontakt trotsar Jungfruns traditionella uppenbarelse. Hennes kappa är täckt av bilder av Coyolxauhqui, den aztekiska mångudinnan. Sammankopplandet av katolsk ikonografi och en inhemsk gudinna ger en påminnelse om katolicismens undertryckande av de mexikanska gudinnorna; Our Lady fungerar som den nutida chicanokulturens återerövrande av båda fenomenen.
López ser sitt verk som stärkande för kvinnor och de mexikanska urfolken. För López är Vår Fru av Guadalupe mer än en religiös symbol, nämligen en offentlig gestalt och symbol för sin kultur, sitt samhälle och sin familj. Jungfrun tjänar även inom chicanorörelsen som symbol för de mexikanska kvinnornas frihetskamp. Kvinnorna som fotograferades inför det här kollageverket motiverades av återerövra sin kropp. López praktiserar en inhemsk andlighet som betraktar Vår Fru av Guadalupe som Tonantzin – Moder Jord.

#### Kontrovers
2001 inkluderades Our Lady i en utställning betitlad Cyber Arte: Tradition Meets Technology, på Museum of International Folk Art i Santa Fe i New Mexico. Detta ledde till att delstatens ärkebiskop Michael J. Sheehan refererade till López jungfru som "tart or streetwoman" ('fnask eller sköka') Den öppna kvinnliga homoerotiska tonen i verket lämnades dock helt utanför kontroversen.
Som svar på dessa protester sa López att syftet med Our Lady inte handlade om sex eller sexualitet utan om att visa fram starka kvinnor och chicana-kvinnornas liv. Både utställningskuratorn och López fick motta verbala och fysiska hot. En del av protesterna hade homofob prägel, där man menade att bilden på Jungfrun inte passade en queerfeminist som López. Hon samlade sedan ihop många av både hot- och stödbreven och postade innehållet på sin personliga webbplats. Kontroversen blev till slut en del av konstverket självt.
Efter kontroversen och protesterna vid många visningar av Our Lady lät López 2011 författa en bok med titeln Our Lady of Controversy: Irreverent Apparition. Medförfattare var Alicia Gaspar de Alba.

#### La Llorona Desperately Seeking Coyolxauhqui
Det här konstverket är del av en serie målningar från 2003 med liknande verktitel och modell. Det visar en ung kvinna i närbild, där hon stirrar rakt mot betraktaren och gråter; detta är en referens till La Llorona, en hämndlysten ande i mexikansk folktro. Bakom henne syns silhuetten av Jungfrun med höjda armar och hennes rygg vänd mot den unga kvinnan. Folk har antagit att Jungfrun vänt sin rygg mot den unga kvinnan eller bönfaller till gudinnan eller sörjer en ung kvinna som utsatts för övergrepp – med referens till La Lorona. På den unga kvinnans ena skuldra syns Coyolxauhquis avhuggna huvud, och Coatlicues huggtänder har tryckts ovanpå den unga kvinnans ansikte.

#### Coyolxauhqui Returns Disguised as Our Lady of Guadalupe Defending the Rights of Las Chicanas
Titeln på det här konstverket refererar till Ester Hernandez och hennes skiss från 1976 över Vår Fru av Guadalupe i karateställning, betitlad La Virgen de Guadalupe Defending the Rights of the Xicanos. López val att använda Las Chicanas istället för Hernandez' Los Xicanos markerar hennes fokus på mexikanska kvinnor.
Målningens motiv är en gravid medelålders kvinna som håller upp en hand och håller ett svärd i den andra handen. En halo över hennes huvud representerar både Jungfrun och Coyolxauhqui, medan den uppsträckta handen antyder att hon försöker hindra något orättvist från att ske. Svärdet som pekar neråt markerar att hon söker en fredlig lösning på det hela, men i likhet med Coyolxauhqui och La Llorona är hon beredd att bruka våld för att försvara kvinnor.

#### La Briosa y la Medusa
La Briosa y la Medusa inspirerades av lucha libre, den mexikanska varianten av fribrottning som López vuxit upp med. Det här verket fokuserar på kvinnliga fribrottare, främst La Medusa och La Briosa som López påträffat i sina undersökningar av luchadoras. López såg där historien om Alicia Alvarado, "La Medusa", som själv hade inspirerats av en lagmatch med luchadoras till att sikta på en karriär som fribrottare. López såg de här kvinnorna i en manligt dominerad sport och ville visa fram den här mindre kända förekomsten av kvinnor.

#### Muralmålning på UCLA
2014 målade López och hennes studenter från "Queer Art in LA"-klassen på UCLA en muralmålning i läsesalen på HBTQ-avdelningen. Målningen visar queergemenskapen och deras allierade, när de protesterar emot polisens razzia mot Black Cat Tavern.

### Privatliv
López är gift med romanförfattaren och poeten Alicia Gaspar de Alba.

## Stil
Alma López konst syftar till att stärka kvinnor och den mexikanska ursprungsbefolkningen genom att återanvända symboler från mexika-historien, hämtade från en tid när kvinnor hade en starkare roll i samhället. Digital konst har gett henne möjlighet att blanda olika element från katolicismen med inhemsk konst, kvinnor och ämnen som våldtäkt, könsbaserat våld, sexuell marginalisering och rasism.
Detta blandande av olika kulturella uttryck ger henne möjlighet att utforska historien hos kvinnor och mexikanska urfolk, där denna sedan den europeiska koloniseringen gått förlorad eller tonat bort. Hennes konst ses ofta som kontroversiell.

## Utmärkelser och erkännande (urval)
- 1998 – Individual Artist Grant, City of Los Angeles (COLA)[12]
- 1998 – Brody Emerging Visual Artist Grant, California Community Foundation[12]
- 1999 – Premio Pollock-Siqueiros Binacional[23]
- 2002 – Arts Funding Initiative Visual Arts Mid Career Grant, California Community Foundation
- 2004 – Visual Artist Grant, Astraea Lesbian Foundation for Justice
- 2005 – Outstanding Community Activist, Los Angeles LGBT Center[24]
- 2005 – Artist Resource Completion Grant, Durfee Foundation
- 2009 – UC Regents'-föreläsare, UCLA Department of Art History och Cesar E. Chavez Department of Chicana/o Studies[24]
- 2013 – Richard T. Castro Distinguished Visiting Professorship, Metropolitan State University, Denver, Colorado[25]
- 2018 – Faculty Research Grant, UCLA Academic Senate's Council on Research[24]